# Solar Dynamics Observatory
Solar Dynamics Observatory, SDO (pol. obserwatorium dynamiki Słońca) – satelita naukowy badający dynamikę aktywności słonecznej; pierwsza misja NASA w ramach programu „Żyjąc z gwiazdą” (ang. Living with a star).
Satelita został wyniesiony w przestrzeń kosmiczną 11 lutego 2010 roku. Szacunkowy czas trwania misji podstawowej wynosi 5 lat, z szansą przedłużenia do 10.

## Cele naukowe
- Poznanie źródła i struktury pola magnetycznego Słońca.
- Zrozumienie procesów przekształcania energii pola magnetycznego Słońca w promieniowanie słoneczne, wiatr słoneczny i cząstki energetyczne, w przestrzeni między Słońcem a Ziemią.

## Orbita
SDO został umieszczony na orbicie geosynchronicznej, nachylonej do równika pod kątem 28,5°, na przecięciu ze 102 południkiem geograficznym zachodnim. Zapewni ona niemal ciągłą widzialność Słońca. Dwa razy do roku satelita będzie doświadczał zaćmienia Słońca przez Ziemię, o maksymalnej długości 72 minut.

## Budowa i działanie

### Zasilanie
Panele ogniw słonecznych satelity, o powierzchni 6,5 m² mogą generować energię elektryczną o mocy do 1540 W.

### Wyposażenie naukowe

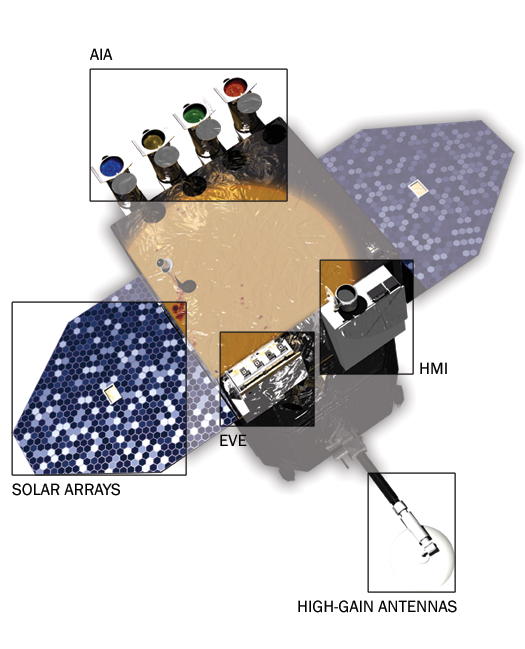
Instrumenty naukowe i anteny na satelicie SDO

- Zestaw obrazujący atmosferę (ang. Atmospheric Imaging Assembly, AIA) zaprojektowany do obserwacji tarczy i atmosfery Słońca, do odległości 1,3 jego promienia, w ultrafiolecie. Składa się z czterech teleskopów typu Ritcheya-Chrétiena. Każdy z nich może pracować niezależnie, używając w tym czasie różnych filtrów. AIA pozwoli rejestrować obrazy z rozdzielczością czasową poniżej 10 sekund dla 8 filtrów i rozdzielczością kątową 1 sekundy łuku. AIA stanowi rozwinięcie przyrządów EIT, na sondzie SOHO, a SECCHI, na sondach STEREO.
- Przyrząd obrazowania heliosejsmologicznego i magnetycznego (ang. Helioseismic and Magnetic Imager, HMI) stanowi rozbudowaną wersję instrumentu MDI sondy SOHO. Zapewnia większą rozdzielczość przestrzenną i czasową. Składa się z teleskopu, zestawów filtrów i kamery CCD. Przyrząd pozwala na pomiar ruchu fotosfery Słońca w każdym punkcie obrazu (pikselu). Na tej podstawie takich obrazów możliwe jest modelowanie oscylacji oraz badanie struktury wewnętrznej Słońca. Wartości i kierunek pola magnetycznego otrzymywane są przez pomiar natężenia linii fotosferycznej niklu (Ni I 6768 Å) w 6 punktach profilu tej linii oraz czterech różnych polaryzacji światła.Szczegółowe obrazy zarejestrowane przez SDO w latach 2011-2012 pomogły naukowcom odkryć nowe tajemnice dotyczące Słońca.

- Eksperyment pomiaru zmienności skrajnego ultrafioletu (ang. Extreme Ultraviolet Variability Experiment, EVE)

Ma za zadanie mierzyć strumień promieniowania słonecznego w zakresie ultrafioletu, 0,1-105 nm. Jednocześnie, w wybranych zakresach przyrząd będzie rejestrował widmo, z rozdzielczością spektralną 0,1 nm, co 10 sekund.

Ważniejsze obserwacje
- "Wiele oczu SDO" - obraz Słońca rejestrowany przez 17 godzin na różnych długościach fal.28 listopada 2013 – zbliżenie się do peryhelium i wyparowanie komety C/2012 S1 (ISON)[2] (miała być ona kometą stulecia, jedną z najjaśniejszych kiedykolwiek obserwowanych).